# 清真普宁寺
清真普宁寺，俗称回回营清真寺，原址位于北京市西城区西长安街中段南侧，新华门正南，是伊斯兰教清真寺，现已无存。

## 历史
清朝乾隆二十年五月（1755年），清廷派兵平定新疆阿睦尔撒纳叛乱，解救了大和卓与小和卓两人。但这两人后来组织叛乱活动。新疆和卓家族分成阿帕克和卓与额赖玛特和卓，容妃（民间传说中的香妃）一家所属的额赖玛特和卓拥护清廷，反对分裂，遭大小和卓欺辱。乾隆二十二年（1757年），清廷再度进军新疆平定大小和卓叛乱，容妃的叔、兄积极配合清军，乾隆二十四年（1759年）平息大小和卓叛乱。乾隆二十五年（1760年），容妃的胞兄、五叔、六叔和其他五位首领等人应召入京，获清廷封官晋爵，史称“八爵进京”。乾隆帝将这支由八位回部首领和回教领袖带领的部众编入八旗并下诏封居，安置在西苑宝月楼（今中南海新华门）南侧今东安福胡同一带，史称“回回营”，又称红帽子回回。随叔、兄奉旨进京的香妃奉召入宫，获乾隆帝册封为和贵人。此后，乾隆帝又下旨在回回营中兴建清真普宁寺，供营中回人礼拜用。
清真普宁寺始建于乾隆二十七年（1762年），乾隆二十八年（1763年）竣工，与西苑宝月楼隔街相望。这是由乾隆帝降旨御批，使用内帑并专人督工建造的敕建清真寺。当时附近的回部穆斯林均在该清真寺礼拜。乾隆帝御制《清真普宁寺碑》，中华人民共和国成立后一度被埋于地下，后被文物部门收藏，现存历代帝王庙内东侧。该碑上有满汉蒙回四体碑文，内容是：
为天下共主，俾阻退逖听，壹票我约束，而后戎索所届，风气莫敢以自私、尚已。顾在昔寄象鞮译之掌，必与之达志通欲，修其教不易其宜，厥旨岂相戾哉？盖惟极天下之不齐以致其大齐，而观化者益臻于无外。考前史，回纥自隋开皇时始入于中国，至唐元和初，偕摩尼进贡，请置寺太原，额曰大云光明，实为礼拜寺所由。然其致之也，或以假师以通市，于纳土服属我甿我隶之义故无当焉。朕寅承天地祖宗鸿庥，平准噶尔，遂定回部各城。其伯克霍集斯、霍什克等并赐爵王公，赐居邸舍。而余众之不令回其故地者，成居之长安门之西，俾服官执役，受旅处，都人因号称回子营。夫齿繁则见庞，类辨则情涣，思所以统同合异，使瞻听无奇袤，初不在辟其教而揉矫之也。且准部四卫拉特内附，若普宁寺，若固尔札庙，既为次第创构，用是宠绥，回人亦吾人也，若之何望有缺耶！爰命将作支内帑羡金，就所居适中之地，为建斯寺。穹门垲殿，翊庑周阿，具中程度。经始以乾隆癸未清和吉月，浃岁落成。回众以时会聚其下，轮年入觐之众伯克等无不欢欣瞻拜。诧西域所未曾睹，问有叨近日之荣，而兼擅土风之美，如是举者乎？成鞠虞挊曰：然。复重谂之曰：尔回之俗，向惟知有鲁斯讷墨，今则朔奉朝正矣。向惟知有腾格，今则铸颁泉府矣。越及屯赋觐飨诸令典，其大者靡弗同我声教，而国家推以人治人之则，更为之因其教以和其众，揆诸万舞备铜绳之技，九宾缀头之班，此物此志云尔。其谁曰不宜！乃为之记而系以铭。孰为天方？孰为天堂？花门秘刹，依我云闯。厥城默伽，厥宗墨克，派哈帕尔，传依铁勒。经藏三十，咨之阿浑，西向北向，同归一尊。珉城柟梁，司工所作，会极归极，万邦是若。

乾隆二十有九年岁在甲中仲夏之吉，御制并书。
民间曾经误传该清真寺为“香妃寺”，说宝月楼是乾隆帝为香妃而建，香妃的父母思女来京，不能入宫，只好登上清真普宁寺邦克楼，与宝月楼中的香妃隔街相望。所以民间俗称宝月楼为“望家楼”。实际上该寺从未称过“香妃寺”，但回回营、宝月楼确与容妃有关。回回营中居住的多是她的族人。宝月楼虽建于容妃入宫前两年（1758年），但从乾隆帝多次吟咏宝月楼的诗文可知，容妃应多次登临或入住该楼。容妃逝世三年后，乾隆帝在宝月楼前仍作诗慨叹：“卅载画图朝夕似，新正吟咏昔今同。”
中华民国初年，袁世凯任大总统，将中南海作为大总统府。1913年在朱启钤主持下，将宝月楼改建为大总统府的大门“新华门”，新华门由此取代西苑门，成为中南海的正门。同时，下令将新华门对面的清真普宁寺的寺门、礼拜殿等建筑拆除，修筑了灰色的花墙，以遮挡街南的民居。当时的民國政府以拓修新路为名，派出管理人員，将清真寺寺门、礼拜殿等建筑拆除。
1913年位于寺北的正门被拆除后，清真普宁寺改在寺南辟建了新的大门，新大门坐北朝南，位于东安福胡同中段北侧。中华人民共和国时期，该寺沦为民居。到2009年之前，该寺仍有遗迹，主要包括：南部的大门遗迹，为一拱雕刻着缠枝花卉的石券；大门遗迹以北的院子里有一座大殿；大殿北面正对新华门处即前文所述的乾隆帝御制《清真普宁寺碑》，2009年之前已运走存历代帝王庙。
2009年，在西长安街道路拓宽拆迁工程中，整条东安福胡同北侧的建筑物均被拆除。清真普宁寺原址的建筑遗存自此消失。

## 建筑
整座清真寺占地面积二十余亩，建筑恢弘，风格独特。整体采用非对称布局，建筑为砖石结构。正方形绿琉璃瓦顶的大殿坐西朝东，四周各建有角亭一座，绿琉璃瓦重檐攒尖顶环廊呈现出阿拉伯建筑风格，红色盲柱。该大殿规模为“明九暗七”，形制类似于晚其六年建成的北海“小西天”方殿。该寺的拱券形正门位于寺北临街，坐南朝北，穹顶与邦克楼融为一体，券门之上是四柱单檐九脊顶的四壁轩敞楼阁，卷棚重檐歇山顶，为“邦克楼”，又称唤礼楼。登楼唤礼时，声音俯掠西苑太液池，远传数里。